# 阪南港
阪南港（はんなんこう）は、大阪府泉北郡忠岡町、岸和田市、貝塚市にまたがる港湾。大阪湾に注ぐ大津川 - 近木川間に位置する。港湾法上の重要港湾、港則法上の特定港に指定されている。港湾管理者は大阪府。
2020年（令和2年）10月1日から大阪港湾局の所管となったが、港湾管理者は変更されない。

## 沿革
1967年（昭和42年）6月1日に阪南港として関税法上の開港に指定、1968年（昭和43年）4月15日に港湾法上の忠岡港、岸和田港、貝塚港が統合されて阪南港となり、同年4月17日に港湾法上の重要港湾、6月1日に港則法上の特定港に指定された。

### 統合前
忠岡港
- 1951年（昭和26年） 運輸省の指定港湾となる
- 1956年（昭和31年） 大阪府が港湾管理者となる

岸和田港
- 1791年（寛政3年） 岸和田藩浦奉行の伴丈右衛門が魚之棚川（古城川）の川尻に波止を築き船入場とする
- 1817年（文化14年） 岸和田藩が岸和田港を修築する
- 1922年（大正11年）5月 内務省指定港湾となる
- 1924年（大正13年） 延長218mの捨石防波堤が築造される
- 1933年（昭和8年）11月 岸和田市による岸和田港第1期修築工事着工
- 1938年（昭和13年）3月 岸和田港第1期修築工事竣工
- 1947年（昭和22年）5月 大阪府営港湾として岸和田港第2期修築工事着工
- 1952年（昭和27年）10月 大阪府が港湾管理者となる
- 1956年（昭和31年）2月 岸和田港第2期修築工事竣工
- 1961年（昭和36年）12月 岸和田市による臨海工業用地造成工事（大阪鉄工金属団地建設）着工
- 1964年（昭和39年）2月 大阪府による木材コンビナート建設着工
- 1966年（昭和41年）
  - 8月 臨海工業用地造成工事竣工
  - 11月 木材コンビナート完成
- 1967年（昭和42年）6月 阪南港として関税法上の開港に指定される

貝塚港
- 安土桃山時代 豊臣政権下、貝塚港が商港として栄える
- 1958年（昭和33年） 大阪府営港湾として貝塚港整備工事着工
- 1962年（昭和37年） 大阪府が港湾管理者となる
- 1965年（昭和40年） 貝塚港整備工事竣工

### 統合後
- 1968年（昭和43年）
  - 4月 忠岡港、岸和田港、貝塚港が統合されて阪南港となり、重要港湾に指定される
  - 6月 特定港に指定される
- 1970年（昭和45年）3月 阪南1区埋立事業着工
- 1978年（昭和53年） 阪南4区「二色の浜環境整備事業」着手
- 1988年（昭和63年） 岸和田水門完成
- 1989年（平成元年）1月 岸和田旧港埋立工事着工
- 1990年（平成2年） 阪南1区埋立事業竣工
- 1992年（平成4年）3月 岸和田旧港埋立工事竣工
- 1999年（平成11年）2月 阪南2区（ちきりアイランド）事業着手
- 2008年（平成20年） 阪南4区新貝塚埠頭供用開始
- 2009年（平成21年） ちきりアイランドまちびらき

## 主な地区

### 忠岡港地区
大津川河口左岸の船溜および埠頭用地が漁業基地として利用されており、忠岡漁業協同組合が拠点を置いている。

### 木材港地区
輸入木材の増加に対処して建設された大阪木材コンビナートを中心に材木商や木材加工業者が林立する。

### 大阪鉄工団地地区
産業構造の転換を図るため岸和田市が独自に埋立造成した工業団地で、金属加工業者を中心に約40社を数える。なお、春木川河口左岸にある岸和田漁港は阪南港に含まれない。

### 岸和田旧港地区
岸和田カンカンベイサイドモール、岸和田市立浪切ホールなどが立地するアメニティ豊かなウォーターフロント。地蔵浜地区の北東部とともに2019年4月14日にみなとオアシス岸和田に登録された。

### 地蔵浜地区
阪南1区。内貿公共埠頭として計画され、主に砂利、砂、石材を取り扱う。物流施設用地としても利用されている。北東部の船溜および埠頭用地が漁業基地として利用されており、岸和田市漁業協同組合と大阪府鰮巾着網漁業協同組合が拠点を置いている。

### ちきりアイランド
阪南2区。北部は人工干潟、中部は岸和田市内の住工混在解消のための製造業用地、南部は外貿埠頭を備える保管施設用地として計画。2007年より岸和田市貝塚市クリーンセンターが供用開始。

### 貝塚旧港地区
阪南3区。石材や鉄鋼の取扱が多い。

### 阪南4区
近木川河口右岸の沖合に埋立造成された人工島の北中部にあたる。北部は外貿埠頭を備える物流施設用地、中部は貝塚市内の製造業等の移転用地として整備された「二色の浜産業団地」となっており、約100社を数える。なお、人工島の南部（阪南6区）および沿岸部の埋立地（阪南5区。二色の浜パークタウンなど）は臨港地区に含まれない。
阪南4区北部の岸壁を利用して、2004年3月から2005年2月および同年6月から2006年4月まで、宮崎県日向市の細島港や宮崎市の宮崎港とを結ぶフェリーが運航されていた（当初はマリンエキスプレス、2004年8月以降は宮崎カーフェリー）。就航当時は南海本線貝塚駅方面から水間鉄道のバス路線が存在した。
- 貝塚港 - 細島港 - 宮崎港（2004年3月24日 - 2004年9月）
- 貝塚港 - 細島港（2004年10月1日 - 2005年2月2日）
- 貝塚港 - 宮崎港（2005年6月20日 - 2006年4月29日）

## 隣接地区
近木川 - 見出川間の沿岸部は二色の浜公園の中央（沢）エリア（夏季は二色の浜海水浴場）、近木川河口右岸および阪南5区の南部は同公園のスポーツエリア、阪南6区の南東部は同公園の海浜緑地エリアとなっている。なお、見出川河口右岸にあるヨットハーバーは地方港湾二色港となる。二色ハーバーはかいづか・にしきのはま海の駅に登録されている。